# Giovanni Puggioni
Giovanni Puggioni (Sassari, 19 marzo 1966) è un ex velocista italiano, medaglia di bronzo con la staffetta 4×100 italiana, assieme ad Ezio Madonia, Sandro Floris ed Angelo Cipolloni ai Campionati del mondo di atletica leggera 1995.

## Biografia
Giovanni Puggioni, meglio conosciuto come "Gianni", inizia a praticare l'atletica leggera da ragazzo fra le file del "CUS Sassari", allenato dal tecnico Mauro Doppiu, riscuotendo successi in varie specialità del settore velocità e praticando anche le prove multiple. Più tardi passerà al Gruppo Sportivo Fiamme Gialle in cui si specializzerà nelle gare di velocità, in particolare sui 100 metri piani.
Allenato da Gianfranco Dotta (conosciutissimo dagli "addetti ai lavori") per moltissimi anni è stato una pedina fondamentale della nazionale italiana di atletica leggera rappresentando sempre una garanzia per i tecnici che lo schieravano nella formazione rappresentativa della staffetta 4×100 metri nella quasi totalità delle competizioni degli anni novanta (compresa la staffetta che vinse il bronzo ai mondiali di Göteborg del 1995).

### Carriera
Ha fatto parte della nazionale italiana di atletica leggera tra il 1989 ed il 1999, con 21 presenze, confermando quello che era il suo grande potenziele atletico e rappresentando con onore la squadra nazionale in numerose competizioni sul territorio italiano e all'estero. Considerato un grande faticatore ha costruito con sudore le solide basi fisiche che lo hanno reso un grande atleta. Con la serietà e la tenacia che lo contraddistinguono ha contribuito fortemente ad affermare la Sardegna ai vertici dello sprint in Italia.
Vanta un personale di 10"36 sui 100 metri piani (10"22 con vento oltre il limite consentito di 2,0 m/s) e di 20"44 sui 200 metri piani, realizzati rispettivamente nel 1995 e nel 1997. Ha vinto sei titoli italiani tra 60 metri piani al coperto, 100 metri piani e 200 metri piani, quattro all'aperto e due indoor.
Vinse inoltre la medaglia di bronzo ai Mondiali di Göteborg nel 1995 correndo, proprio per le sue doti di grande partente, la prima frazione di una eccezionale staffetta 4×100 metri con Ezio Madonia, Angelo Cipolloni e Sandro Floris. La staffetta si era poi chiusa con il tempo di 38"41 che rappresenta anche il terzo tempo delle graduatorie italiane di tutti i tempi.
A livello internazionale ha partecipato ad una edizione dei Giochi olimpici (Atlanta 1996), due mondiali, tre Giochi del Mediterraneo (vincendo una volta i 200 m) ed un mondiale indoor nel 1997.

### Attività master
Più tardi concluderà il periodo di permanenza nel Gruppo Sportivo Fiamme Gialle ma non abbandonerà comunque né l'atletica leggera né le competizioni, dedicandosi saltuariamente all'atletica master.
Nel corso del 2006, il 17 giugno, in una gara tenutasi a Sassari, all'età di 40 anni compiuti solo qualche mese prima, fa segnare lo straordinario tempo di 10"60 sui 100 metri. Il tempo rappresenta attualmente la 4ª prestazione mondiale di tutti i tempi sui 100 metri nelle graduatorie Master 40, dietro il 10"29 dell'olandese Troy Douglas, il 10"49 dello statunitense Willie Gault e il 10"50 di John Simpson.

## Palmarès
| Anno | Manifestazione           | Sede     | Evento      | Risultato        | Prestazione | Note  |
| ---- | ------------------------ | -------- | ----------- | ---------------- | ----------- | ----- |
| 1990 | Mondiali militari        | Kajaani  | 200 metri   | Argento          |             |       |
| 1990 | Mondiali militari        | Kajaani  | 4×100 metri | Oro              |             |       |
| 1993 | Mondiali militari        | Tours    | 4×100 metri | Oro              |             |       |
| 1995 | Giochi mondiali militari | Roma     | 100 metri   | Argento          | 10"50       | [ 3 ] |
| 1995 | Mondiali                 | Göteborg | 4×100 metri | Bronzo           | 39"07       |       |
| 1996 | Giochi olimpici          | Atlanta  | 4×100 metri | Batteria         | dnf         |       |
| 1997 | Mondiali indoor          | Parigi   | 60 metri    | Batteria         | 6"75        |       |
| 1997 | Giochi del Mediterraneo  | Bari     | 200 metri   | Oro              | 20"44       | [ 4 ] |
| 1997 | Giochi del Mediterraneo  | Bari     | 4×100 metri | Oro              | 38"61       | [ 4 ] |
| 1997 | Mondiali                 | Atene    | 200 metri   | Quarti di finale | 22"70       |       |
| 1999 | Mondiali militari        | Zagabria | 4×100 metri | Oro              | 39"92       |       |

## Campionati nazionali
- 2 volte campione nazionale nei 100 metri piani (1995, 1996)[5]
- 2 volte campione nazionale nei 200 metri piani (1990, 1997)[5]
- 1 volta campione nazionale indoor nei 60 metri piani (1997)[6]
- 1 volta campione nazionale indoor nei 200 metri piani (1991)[6]

## Altre competizioni internazionali
1996
- Argento in Coppa Europa ( Madrid), 4×100 metri - 38"66[7]

1997
- Oro in Coppa Europa ( Monaco), 4×100 metri - 38"80[7]